# Bystrzyca Nadwórniańska
Bystrzyca Nadwórniańska (ukr. Бистриця Надвірнянська Bystrycia Nadwirnianśka lub Бистриця Чорна Bystrycia Czorna) – rzeka na Ukrainie, dopływ Bystrzycy. 
Źródła znajdują się pod szczytem Czarna Klewa w Gorganach, powyżej Bystrzycy, nazwę bierze od miejscowości Nadwórna. Długość rzeki wynosi 94 km, a powierzchnia dorzecza 1580 km².
Jej największe dopływy to: Sałatruk, Doużyniec, Zielenica oraz Worona.